# 格里德利级驱逐舰
格里德利級驅逐艦是二次大戰時期美國海軍的1500噸級驅逐艦，共製造4艘。她們的輪機系統大幅改進，外觀上改成單管煙囪，並裝設更多魚雷發射管。4艘均存活到戰後並迅速除役解體。

## 背景及設計
本級設計時，美國海軍對驅逐艦的戰術思想仍重視魚雷戰，艦體設計基於馬漢級，但為了更強的雷裝，共安裝四座四聯裝魚雷發射管，也因此5吋主砲減少一門。本級的輪機系統比較進步，蒸氣壓從400psi提升到565psi，溫度華氏700度，使得航速提高不少，DD-401在公試時創下42.8節，美國海軍最高速紀錄。
不過因為新輪機更大，舊的艦體空間不足，因此本級僅建造4艘即停止。此外雖然本級航速提高，但新輪機耗油更高，因此續航距離也縮短了。

## 武裝及性能
本級的主砲是4門單裝Mk12 5吋38倍徑高平兩用砲，前兩座是砲塔設計，後兩座是開放式。
魚雷管共計4座四聯裝發射管，左右舷各二座。
本級武器裝置過多，二次大戰後期驅逐艦為了防衛神風特攻隊自殺攻擊，多半都有裝波佛斯40公釐高射砲，但本級沒有辦法安裝，成為唯一沒裝的船艦，因此也退出太平洋戰線。

## 歷史
本級四艘戰前編入同一個驅逐隊，在偷襲珍珠港時，都在伴隨企業號前往威克島，因此並未受損。之後幾個月經常伴隨航空母艦在中太平洋進行游擊作戰。
DD-380 格里德利號之後被派往阿拉斯加，和輕巡洋艦 
納許維爾號 等在阿留申群島海域進行護航以及巡邏任務。下半年起則在南太平洋護航船隻，以及支援所羅門群島的戰鬥。1944年加入TF58並且成為薩拉托加號的護航艦，在帛琉和馬紹爾群島作戰，參加了菲律賓海海戰。年底也參與了雷伊泰灣海戰以及菲律賓的各戰役支援。在1945年2月，和戰艦密西西比號以及她的姊妹艦返回珍珠港，之後轉往大西洋直到除役。
DD-382 克雷文號短暫回到西海岸修整後，前往南太平洋進行護航任務。1943年8月和姊妹艦 Maury 以及其他四艘驅逐艦共同參加維拉灣海戰獲得勝利。之後也和格里德利號一樣參加TF58在中太平洋的行動，直到10月回珍珠港整補。在修理完畢並訓練後返回本土，並前往英國和地中海進行護航和訓練，直到1946年除役。
DD-400 麥哥號也同樣先派往阿拉斯加進行護航和對日軍基地炮轟任務，9月底回珍珠港整補後，11月投入南太平洋進行護航以及反潛任務，直到1943年底回本土整修。1944年同樣加入 TF58 參予相同任務，在7月10日關島附近航行時，發現回光通信器的信號，經辨識是己方以後，派出小艇救出自從日軍佔領後就一直躲藏的George Ray Tweed，並因此得知日軍的佈署情報。之後參與雷伊泰灣海戰以及硫磺島戰役，返回本土不久日本就投降，戰爭結束了。
DD-401 莫雷號參與了珊瑚海海戰和中途島海戰，之後轉戰南太平洋，支援瓜島登陸並參與東所羅門海戰以及聖克魯斯群島戰役。1943年在阿利·伯克麾下在所羅門群島到努美阿，埃斯皮里圖桑托島間進行支援和護航任務，並且參與了科隆班加拉海戰和維拉灣海戰。年底又加入TF52前往支援馬金島和塔拉瓦的登陸作戰。1944年加入TF58，伴隨航空母艦部隊在帛琉群島和馬紹爾群島間作戰，之後在10月間對琉球群島，台灣和呂宋島的日軍基地進行空襲，並參與雷伊泰灣海戰，以及之後支援菲律賓的登陸作戰。

## 同級艦
- DD-380 格里德利號（英语：USS Gridley (DD-380)）
- DD-382 克雷文號
- DD-400 麥哥號（英语：USS McCall (DD-400)）
- DD-401 莫雷號（英语：USS Maury (DD-401)） (獲得16顆 battle star, 在驅逐艦中僅次於 DD-450 歐班農號（英语：USS O'Bannon (DD-450)）)

本級在二次大戰前均編組於第16驅逐隊